# Síndrome de furia

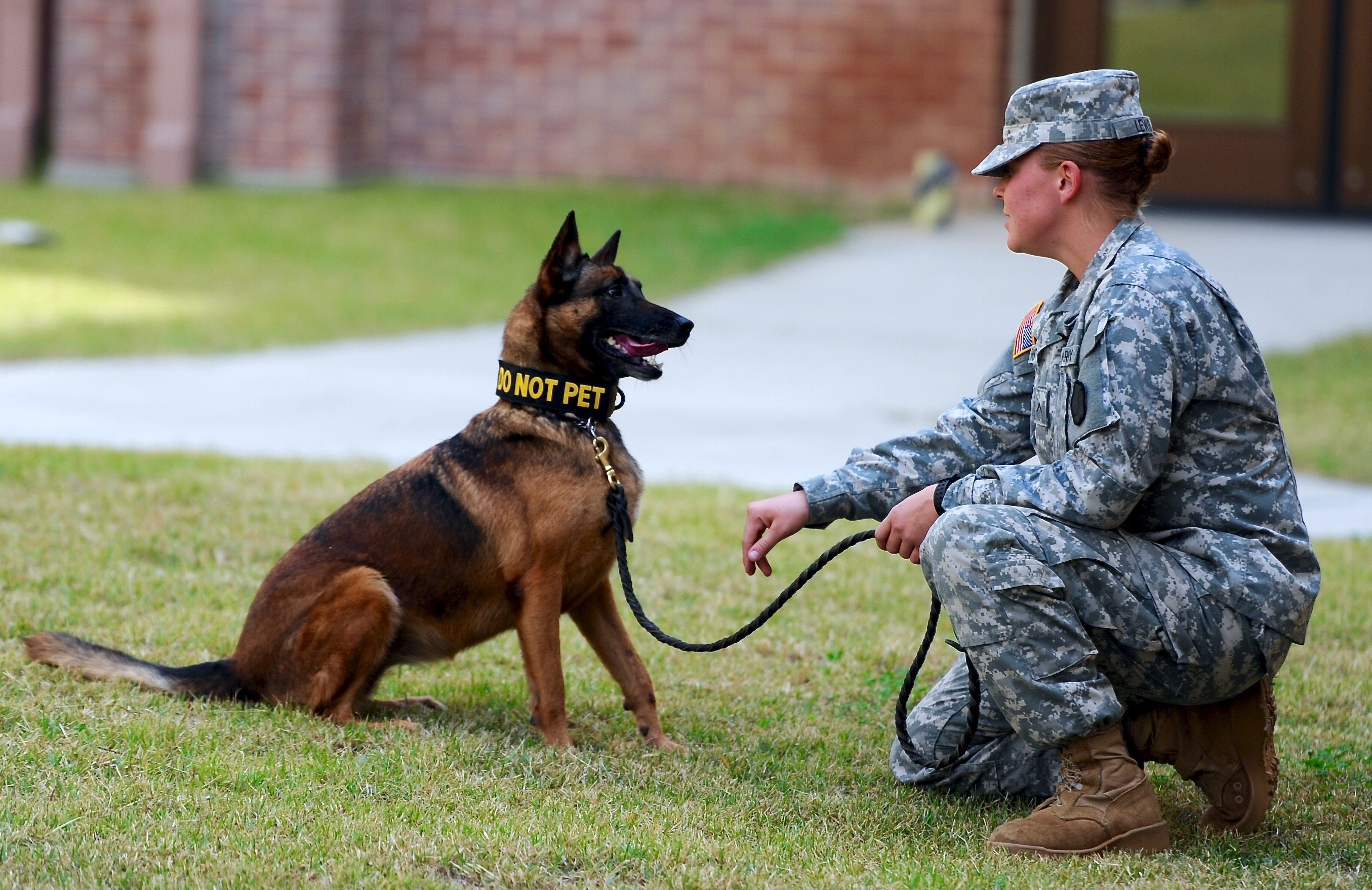
El Malinois fue la primera raza en presentar un polimorfismo genético determinado relacionado con el síndrome de furia.

El síndrome de furia (en inglés, Rage Syndrome) es un trastorno del comportamiento canino descrito sobre todo, pero no exclusivamente, en los Spaniels (más concretamente, en los Cocker Spaniel).
El trastorno, que puede tener una causa fisiológica, se suele a atribuir a simple mal comportamiento, pero no es un tema etológico y en determinadas razas puede ser peligroso para los humanos.

## Síntomas
Los perros afectados por el síndrome de furia muestran un comportamiento normal, pero súbitamente se muestran agresivos, atacando y mordiendo a la persona que esté más cerca. El ataque dura unos diez minutos o menos, y durante el mismo, el perro tiene la mirada perdida, no atiende a estímulos externos (gritos, golpes) y al finalizar se muestra abatido, exhausto y con actitud arrepentida y triste. Incluso, puede llegar a desmayarse. Uno de los principales problemas en este síndrome es la ausencia de display de ataque, es decir, el perro no muestra intenciones de atacar (no gruñe ni ladra, no muestra los dientes ni eriza el pelo del lomo), por lo que, al unirse con lo repentino del ataque, hace imposible prever estas situaciones. Por lo demás, el perro muestra un comportamiento completamente normal y su estado físico es, en general, sano.

## Causas
Las causas del síndrome de furia no están claras. Sí parece demostrado que no es un problema comportamental sino neurológico, tal vez una forma extraña de epilepsia. Tampoco está claro si las condiciones ambientales pueden favorecer o inhibir el desarrollo de este trastorno. Esto hace muy difícil la prevención.

## Prevalencia
Como se ha dicho, las razas más propensas a desarrollar este síndrome son los spaniels, y muy especialmente los cocker spaniel ingleses de colores sólidos (un solo color: dorado o negro). No obstante, se han descrito casos de síndrome de furia en muchas razas, incluidos San Bernardo. Estas estadísticas, sin embargo, no son fiables ya que por una parte, mucha gente no notifica este tipo de "accidentes" al pensar que se trata de un perro agresivo sin más (llegando a la eutanasia) y que las enfermedades que tienen que ver con la etología del perro no son muy estudiadas en muchos países, dando escaso valor científico a los aspectos conductuales del perro. En cualquier caso, el síndrome puede afectar a cualquier perro en cualquier momento de su vida y circunstancias. Afortunadamente, se trata de una enfermedad extremadamente infrecuente.

## Tratamiento
Las pruebas realizadas han ofrecido muy buenos resultados al tratar al animal con antiepilépticos y anticonvulsionantes, especialmente con fenobarbital. También determinados ansiolíticos como el Diazepam se han mostrado eficaces. Al ser un síndrome aún bastante desconocido, no existe un protocolo claro de tratamiento.

## Razas con casos documentados
- American Cocker Spaniel[1]
- Boyero de Berna[2]
- Bull Terrier Inglés[3]
- Chesapeake retriever[1]
- Doberman Pinscher[1]
- Golden Retriever[4]
- Pastor Alemán[1]
- Perro de montaña de los Pirineos[1]
- San Bernardo[1]